# Players (musikgrupp)
Players, svensk soulduo bestående av Gustave Lund (Just D) och Magnus Löfström. Duon släppte två album under åren 1996–1998. De lanserades under BMG och Peter Swartling, under labeln Ricochet.

## Diskografi

### Studioalbum
- Players
- Players Ball

### Singlar
- This Is Madness
- I'm In Heaven